# NGC 1398

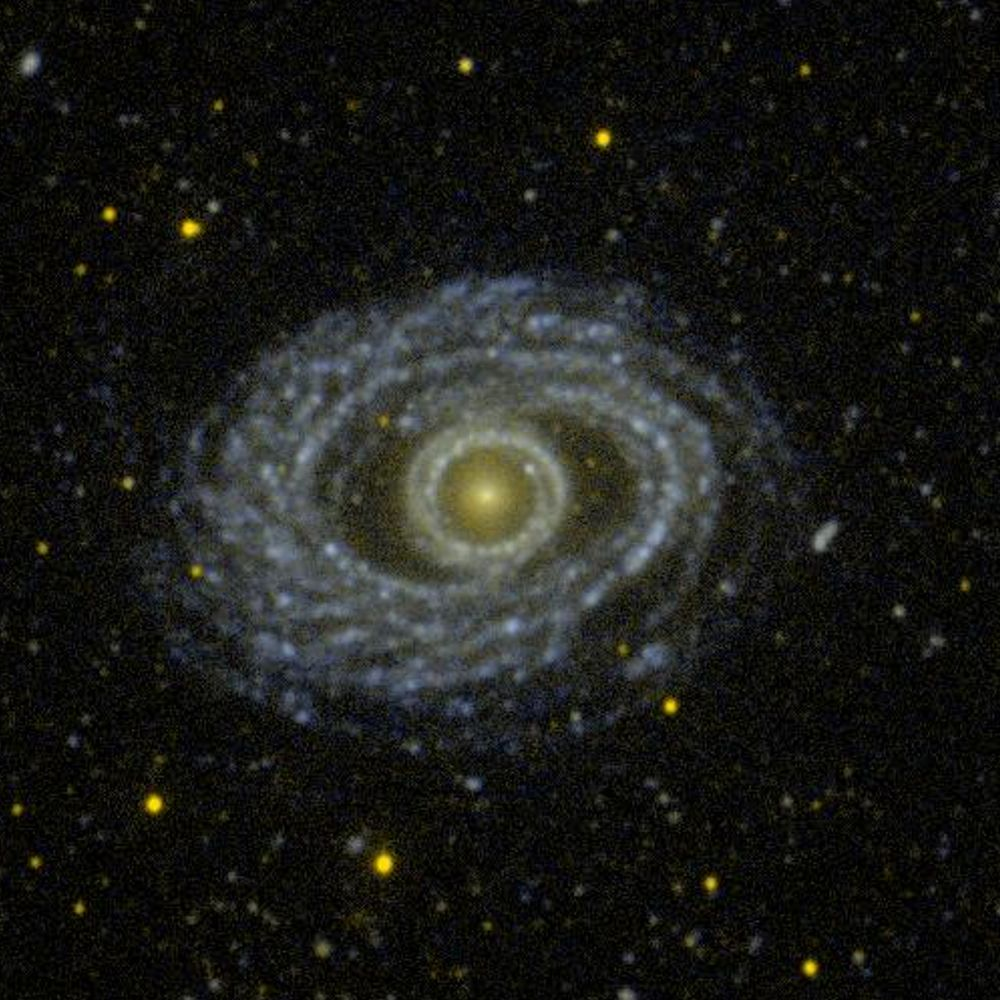
NGC 1398 (ultravioletto)

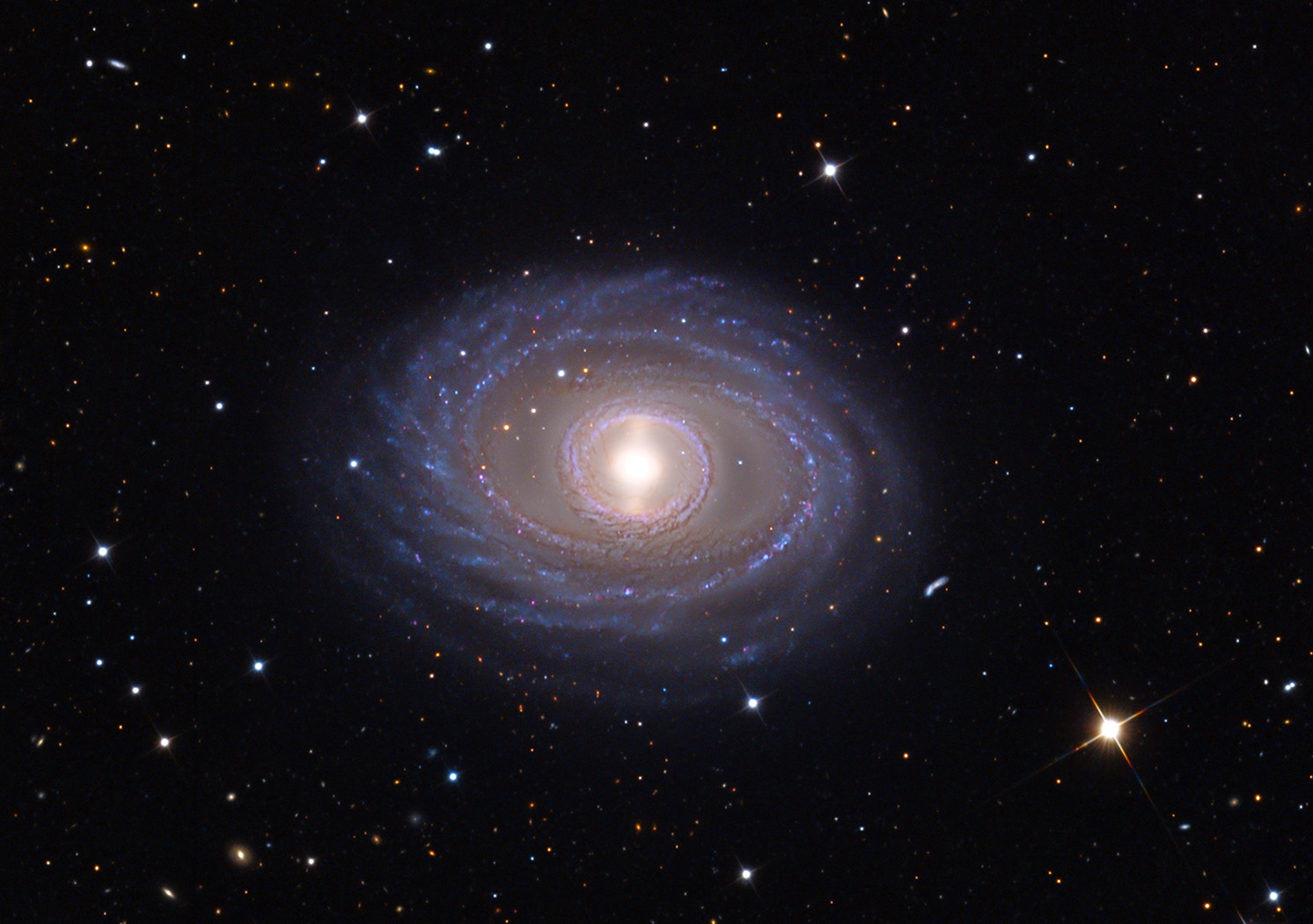
NGC 1398 (Mount Lemmon SkyCenter Schulman Telescope)

NGC 1398 è una galassia nella costellazione Fornace, ha una magnitudine apparente del +9,80 e si estende a una misura angolare di 7,1 'x 5,4'.
NGC 1398 è stata scoperta il 17 dicembre 1868 dall'astronomo tedesco Friedrich August Theodor Winnecke.